# Renhe (köpinghuvudort i Kina, Jiangxi Sheng, lat 27,66, long 115,26)
Renhe är en köpinghuvudort i Kina. Den ligger i provinsen Jiangxi, i den sydöstra delen av landet, omkring 130 kilometer sydväst om provinshuvudstaden Nanchang. Antalet invånare är 14 360. Befolkningen består av 6 762 kvinnor och 7 598 män. Barn under 15 år utgör 20,0 %, vuxna 15-64 år 71 %, och äldre över 65 år 8,0 %.
Runt Renhe är det ganska tätbefolkat, med 129 invånare per kvadratkilometer. Närmaste större samhälle är Baqiu, 15,7 km sydväst om Renhe. Trakten runt Renhe består till största delen av jordbruksmark.
Genomsnittlig årsnederbörd är 2 066 millimeter. Den regnigaste månaden är juni, med i genomsnitt 330 mm nederbörd, och den torraste är oktober, med 24 mm nederbörd.